# 弗朗西斯·福特·科波拉
弗朗西斯·福特·科波拉（英語：Francis Ford Coppola，1939年4月7日—），美国的电影导演，家族為義大利移民。其最著名的作品是《教父》三部曲、《现代启示录》和《吸血惊情四百年》。柯波拉被認為是20世紀美國新浪潮運動的重要人物之一。
柯波拉曾在加州大学洛杉矶分校学电影，那时他已经拍摄了多部短片，其中还包括了色情电影。在1960年代后期，开始他的职业生涯，与罗杰·考曼一起制作低成本电影，并撰写剧本。1969年，他与乔治·卢卡斯一起创建了美國西洋鏡公司，期望在倍受压迫的好莱坞工作室制度外为电影制作者们创造一个能够自由发挥的环境。他在为1974年重拍的《大亨小传》写剧本的同时，为乔治·卢卡斯的突破性电影《美国风情画》做制片。柯波拉与乔治·卢卡斯一起为迪士尼主题公园导演了由迈克尔·杰克逊主演的影片《伊奧船長》，创下了（每分钟算）最昂贵的电影记录。
他为《巴顿将军》写的剧本，赢得了奥斯卡奖。但是，他以电影制片的名衔所获得的成功，是在1970年代的《教父》和《教父2》里担任共同编剧和导演，两部影片都赢得了奥斯卡最佳影片奖，后者更成为首部获奖的续篇电影。1974年继《教父》成功后，他的另外一部电影《對話》获得了第27屆坎城影展金棕榈奖以及奥斯卡的最佳攝影和最佳原创剧本两个奖项。
继它们的成功之后，他着手把约瑟夫·康拉德的小说《黑暗之心》拍摄为电影，把影片中的时间背景设定在越战期间，电影取名为《现代启示录》。拍摄期间遇到各种问题困扰，包括：台风、滥用药物和精神崩溃。因为受到如此多的耽误，电影还被取了个绰号“不知何时启示录”。当电影最终上映时，受到影评人褒貶不一的評價，差点使柯波拉刚成立的美國西洋鏡公司破产。1991年的记录片《黑暗之心：制片人的启示录》，由艾琳诺·柯波拉（柯波拉的妻子）、福克斯·巴尔（Fax Bahr）和乔治·希根路柏执导，片中记载了制作《现代启示录》中的困难和全体的工作人员，还有艾琳诺拍摄的幕后花絮。
在经过对冗长的裁员，柯波拉带着一些商业和关键的成功回来执导《教父3》。它是教父传奇的第三部，在1990年上映。
柯波拉的女儿蘇菲亞·柯波拉也是一个影片制作人（参见《死亡日记》，和《迷失东京》）。他的侄子尼古拉斯·凯奇（原名：尼古拉斯·金·科波拉）则凭自己的实力，成为倍受称赞的演员。

## 电影作品
| 年分 | 電影               | 電影                          | 參與方式 | 參與方式 | 參與方式 | 參與方式                 |
| 年分 | 譯名               | 原名                          | 導演     | 編劇     | 監製     | 備註                     |
| ---- | ------------------ | ----------------------------- | -------- | -------- | -------- | ------------------------ |
| 1962 | 今夜纏綿           | Tonight for Sure              | 是       | 是       | 是       |                          |
| 1962 | 侍者和花花公子     | The Bellboy and the Playgirls | 是       | 是       |          |                          |
| 1963 | 痴呆症             | Dementia 13                   | 是       | 是       |          |                          |
| 1963 | 古堡驚魂           | The Terror                    |          |          |          | 聯合導演（未掛名）       |
| 1966 | 如今你已長大       | You're a Big Boy Now          | 是       | 是       |          |                          |
| 1966 | 巴黎戰火           | Is Paris Burning?             |          | 是       |          |                          |
| 1968 | 菲尼安的彩虹       | Finian's Rainbow              | 是       |          |          |                          |
| 1969 | 雨族               | The Rain People               | 是       | 是       |          |                          |
| 1970 | 巴頓將軍           | Patton                        |          | 是       |          |                          |
| 1972 | 教父               | The Godfather                 | 是       | 是       |          |                          |
| 1973 | 美國風情畫         | American Graffiti             |          |          | 是       |                          |
| 1974 | 大亨小傳           | The Great Gatsby              |          | 是       |          |                          |
| 1974 | 對話               | The Conversation              | 是       | 是       | 是       |                          |
| 1974 | 教父續集           | The Godfather Part II         | 是       | 是       | 是       |                          |
| 1979 | 現代啟示錄         | Apocalypse Now                | 是       | 是       | 是       |                          |
| 1982 | 舊愛新歡           | One from the Heart            | 是       | 是       |          |                          |
| 1983 | 小教父             | The Outsiders                 | 是       |          |          |                          |
| 1983 | 鬥魚               | Rumble Fish                   | 是       | 是       |          |                          |
| 1984 | 棉花俱樂部         | The Cotton Club               | 是       | 是       |          |                          |
| 1986 | 佩吉·休出嫁        | Peggy Sue Got Married         | 是       |          |          |                          |
| 1986 | 伊奧船長           | Captain EO                    | 是       |          |          |                          |
| 1987 | 石花園             | Gardens of Stone              | 是       |          | 是       |                          |
| 1988 | 創業先鋒           | Tucker: The Man and His Dream | 是       |          |          |                          |
| 1989 | 大都會傳奇         | New York Stories              | 是       | 是       |          | 聯合導演                 |
| 1990 | 教父3              | The Godfather Part III        | 是       | 是       | 是       |                          |
| 1992 | 吸血鬼：真愛不死   | Bram Stoker's Dracula         | 是       |          | 是       |                          |
| 1993 | 破爛聖誕節         | The Junky's Christmas         |          |          | 是       |                          |
| 1994 | 科學怪人           | Mary Shelley's Frankenstein   |          |          | 是       |                          |
| 1994 | 這個男人有點色     | Don Juan DeMarco              |          |          | 是       |                          |
| 1996 | 家有傑克           | Jack                          | 是       |          | 是       |                          |
| 1997 | 造雨人             | The Rainmaker                 | 是       | 是       |          |                          |
| 1998 | 我的血腥婚禮       | Lani Loa – The Passage        |          |          | 是       |                          |
| 1999 | 佛羅倫斯人         | The Florentine                |          |          | 是       |                          |
| 1999 | 死亡日記           | The Virgin Suicides           |          |          | 是       |                          |
| 2007 | 没有青春的青春     | Youth Without Youth           | 是       | 是       | 是       |                          |
| 2009 | 柯波拉之家族祕辛   | Tetro                         | 是       | 是       | 是       |                          |
| 2011 | 此刻與日出之間     | Twixt                         | 是       | 是       | 是       |                          |
| 2015 | 遙遠的願景         | Distant Vision                | 是       | 是       | 是       | 正在進行的實驗性現場表演 |
| 2016 | 毛骨悚然：趕盡殺絕 | Jeepers Creepers 3            |          |          | 是       |                          |
| 2024 | 大都會             | Megalopolis                   | 是       | 是       | 是       |                          |

## 外部連結
- 弗朗西斯·福特·科波拉在互联网电影资料库（IMDb）上的資料（英文）
- 弗朗西斯·福特·科波拉在豆瓣上的资料（简体中文）